# تاهو ویستا (کالیفرنیا)
تاهو ویستا (به انگلیسی: Tahoe Vista) یک منطقهٔ مسکونی در ایالات متحده آمریکا است که در شهرستان پلاسر، کالیفرنیا واقع شده‌است. تاهو ویستا ۷٫۰۳۴ کیلومتر مربع مساحت و ۱٬۴۳۳ نفر جمعیت دارد و ۱٬۹۰۰ متر بالاتر از سطح دریا واقع شده‌است.